# Мар Мари Эммануил
Мар Мари Эммануил (англ. Mar Mari Emmanuel; 1970, Хадита, Ирак) — епископ Древней Ассирийской православной церкви.
Как отмечает Sydney Morning Herald, он известен своим христианским консерватизмом — в частности, он публично высказывается против ЛГБТ, а во время пандемии был активным ковид-диссидентом.
15 апреля неизвестный совершил неудачную попытку зарезать его во время проповеди. Полиция квалифицировала это нападение как «религиозно-мотивированный экстремизм». На видео, опубликованном одним из прихожан церкви, нападавший по-арабски сказал: «Если бы он [Мар Мари] не оскорблял моего пророка и религию, я бы сюда не пришел».

## Происхождение
По происхождению, возможно, армянин, или имеет в себе их кровь, так как обращался в одной из проповедей к народам Турции, сказав, что та однажды истребила полтора миллиона человек из «его народа» армян, однако это утверждение можно толковать как в общем христиан, коим он является.

## Критика и разоблачение
В 2024 году митрополит Ассирийской Церкви Востока Мар Зая записал видео-обращение с разоблачением Мар Мари Эммануила, в котором заявил о том, что тот давно не принадлежит к их церкви, и является самозванцем. Его учение, которым является, вероятно, несторианство, осуждается их церковью, за что его и отлучили, и ему запрещен вход в любую из них. С тех пор он не принадлежал, и не принадлежит ни к одной из церквей поныне. 
Причиной обращения митрополита к лжесвященнику стало одно из последних на тот момент выступлений последнего, на котором он высказал неоднозначные, и многим показавшимися даже богохульные слова о младенце Христе, что вызвало определенный резонанс в христианском сегменте интернет пространства. Митрополит также указал на то, что Мар Мари Эммануил является еретиком, низкоуровневым проповедником, и невеждой в теологии, которого категорически нельзя слушать христианам.